# Szatymaz, Csongrád
Szatymaz  este un sat în districtul Szeged, județul Csongrád, Ungaria, având o populație de 4.575 de locuitori (2011). 

## Demografie
Componența etnică a satului Szatymaz
     Maghiari (97,59%)
     Necunoscut (0,84%)
     Alții (1,57%)
Componența confesională a satului Szatymaz
     Romano-catolici (49,29%)
     Fără religie (20,02%)
     Reformați (2,58%)
     Atei (1,03%)
     Necunoscută (26,27%)
     Alte religii (2,6%)
Conform recensământului din 2011, satul Szatymaz avea 4.575 de locuitori. Din punct de vedere etnic, majoritatea locuitorilor (97,59%) erau maghiari. Apartenența etnică nu este cunoscută în cazul a 0,84% din locuitori. Nu există o religie majoritară, locuitorii fiind romano-catolici (49,29%), persoane fără religie (20,02%), reformați (2,58%) și atei (1,03%). Pentru 26,27% din locuitori nu este cunoscută apartenența confesională.